# ブエルタ・ア・エスパーニャ2010 第1-第11ステージ結果

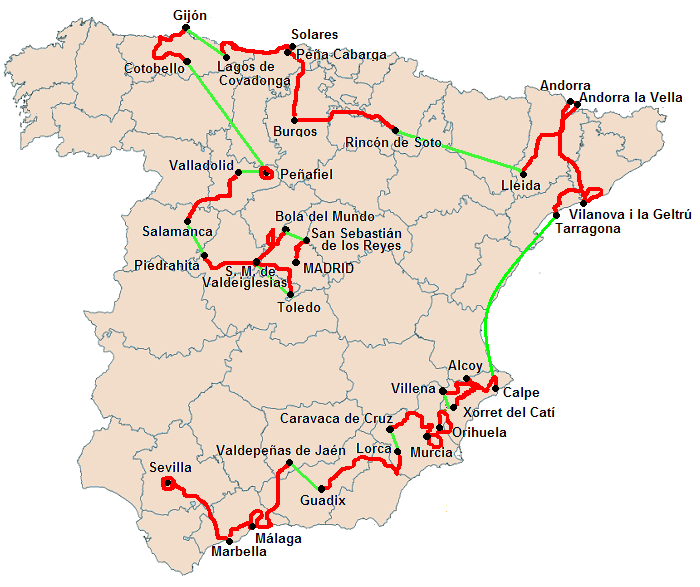
ブエルタ・ア・エスパーニャ2010コース図

ブエルタ・ア・エスパーニャ2010 第1-第11ステージ結果 > ブエルタ・ア・エスパーニャ2010 第12-第21ステージ結果
2010年に行われた、ブエルタ・ア・エスパーニャの第1ステージから第11ステージまでの結果について述べる。

## 第1ステージ
- 8月28日(土) セビリア 14.4km ( チームタイムトライアル) [1]
- ブエルタ・ア・エスパーニャ史上初の夜間レース開催となった。
- 大会初日は2年ぶりのチームTT。距離は13kmとやや短めだが、現地22時過ぎからという非常に遅い時間から始まる影響がどれだけ出るか。夜開催という慣れない環境に加え、カーブや道幅の狭さに苦しむチームが目立つ中、6番スタートのチーム・HTC - コロンビアが安定した走りで14分6秒のタイムで見事に優勝した。先頭でゴールしたマーク・カヴェンディッシュがマイヨ・ロホ着用第1号の栄誉を得た。注目されたガーミン・トランジションズはアップ中にジュリアン・ディーンが落車負傷するというアクシデントもあって17秒遅れの6位、チームスカイは28秒遅れの14位という低調な結果に終わった。マイヨ・ロホ争い有力選手ではヴィンチェンツォ・ニバリ擁するリクイガス・ドイモが10秒遅れの2位と好発進。フランク・シュレク擁するチーム・サクソバンクとカルロス・サストレ擁するサーヴェロ・テストチームが12秒遅れの3位、4位とまずまずの結果。一方、デニス・メンショフ擁するラボバンクは36秒遅れの18位とやや出遅れる結果となった。

区間成績&チーム時間賞
| 順位 | チーム名                         | 国籍           | 時間     |
| ---- | -------------------------------- | -------------- | -------- |
| 1    | チーム・HTC - コロンビア         | アメリカ合衆国 | 14分06秒 |
| 2    | リクイガス・ドイモ               | イタリア       | +10秒    |
| 3    | サーヴェロ・テストチーム         | スイス         | +13秒    |
| 4    | チーム・サクソバンク             | デンマーク     | +14秒    |
| 5    | ランプレ＝ファルネーゼ・ヴィーニ | イタリア       | 同       |
| 6    | ガーミン・トランジションズ       | アメリカ合衆国 | +17秒    |
| 7    | オメガファーマ・ロット           | ベルギー       | 同       |
| 8    | チーム・ミルラム                 | ドイツ         | +18秒    |
| 9    | チーム・カチューシャ             | ロシア         | +20秒    |
| 10   | クイックステップ                 | ベルギー       | +23秒    |

総合成績
| 順位 | 選手名                         | 国籍             | チーム                   | 時間     |
| ---- | ------------------------------ | ---------------- | ------------------------ | -------- |
| 1    | マーク・カヴェンディッシュ     | イギリス         | チーム・HTC - コロンビア | 14分06秒 |
| 2    | ペーター・ヴェリトス           | スロバキア       | チーム・HTC - コロンビア | 同       |
| 3    | マルティン・ヴェリトス         | スロバキア       | チーム・HTC - コロンビア | 同       |
| 4    | ラース・バク                   | デンマーク       | チーム・HTC - コロンビア | 同       |
| 5    | ヘイデン・ルールストン         | ニュージーランド | チーム・HTC - コロンビア | 同       |
| 6    | カンスタンツィン・シウツォウ   | ベラルーシ       | チーム・HTC - コロンビア | 同       |
| 7    | ティジェイ・ヴァン・ガーデレン | アメリカ合衆国   | チーム・HTC - コロンビア | 同       |
| 8    | マシュー・ゴス                 | オーストラリア   | チーム・HTC - コロンビア | 同       |
| 9    | ダニエーレ・ベンナーティ       | イタリア         | リクイガス・ドイモ       | +10秒    |
| 10   | フレデリック・ウィレムス       | ベルギー         | リクイガス・ドイモ       | 同       |

ポイント賞
| 順位 | 選手名                     | 国籍       | チーム                   | ポイント |
| ---- | -------------------------- | ---------- | ------------------------ | -------- |
| 1    | マーク・カヴェンディッシュ | イギリス   | チーム・HTC - コロンビア | 0        |
| 2    | ペーター・ヴェリトス       | スロバキア | チーム・HTC - コロンビア | 0        |
| 3    | マルティン・ヴェリトス     | スロバキア | チーム・HTC - コロンビア | 0        |

コンビネーション賞
| 順位 | 選手名                     | 国籍       | チーム                   | ポイント |
| ---- | -------------------------- | ---------- | ------------------------ | -------- |
| 1    | マーク・カヴェンディッシュ | イギリス   | チーム・HTC - コロンビア | 2        |
| 2    | ペーター・ヴェリトス       | スロバキア | チーム・HTC - コロンビア | 4        |
| 3    | マルティン・ヴェリトス     | スロバキア | チーム・HTC - コロンビア | 6        |

## 第2ステージ
- 8月29日(日) アルカラ・デ・グアダイラ － マルベーリャ 173.7km ( 平坦) [4]

- 今大会初の通常ステージ。分類は平坦ステージだが起伏は大きく、途中に今大会初のカテゴリー山岳が登場する。ミカエル・ビュファズ（コフィディス）、ミカエル・ドラージュ（オメガファーマ・ロット）、ハビエル・ラミレス（アンダルシア・カハスル）、ジョニー・ウォーカー（フットオン・セルベット）の4名が逃げを決めるが、3級山岳の上りの途中でビュファズが落車で鎖骨骨折、リタイア第1号になってしまい逃げは3名に。メイン集団はチーム・HTC - コロンビアがきっちりコントロール。コース後半の上り区間でマルコス・ガルシア（シャコベオ・ガリシア）がアタックし、逃げに追いつくという場面も見られたが、結局残り12kmで集団は1つとなり集団スプリントに突入した。最初にスプリントを開始したタイラー・ファーラー（ガーミン・トランジションズ）を勢い良くマーク・カヴェンディッシュが抜き去り先頭に立ったが、その後ろに入っていたヤウヘン・フタロヴィチュ（FDJ）がゴール手前でカヴェンディッシュを差すことに成功した。フタロヴィチュはグランツール初勝利、加えてマイヨ・プントスも獲得した。カヴェンディッシュもマイヨ・ロホはキープ。3級山岳を先頭で通過したドラージュがデザインの変わったマイヨ・モンターニャを獲得。マイヨ・コンビナダはラミレスが獲得した。尚、前述のビュファズに加えてアルカイトス・ドゥラン（フットオン・セルベット）も途中リタイアで大会を去っている。

区間成績
| 順位 | 選手名                     | 国籍           | チーム                            | 時間          |
| ---- | -------------------------- | -------------- | --------------------------------- | ------------- |
| 1    | ヤウヘン・フタロヴィチュ   | ベラルーシ     | FDJ                               | 4時間35分41秒 |
| 2    | マーク・カヴェンディッシュ | イギリス       | チーム・HTC - コロンビア          | 同            |
| 3    | タイラー・ファーラー       | アメリカ合衆国 | ガーミン・トランジションズ        | 同            |
| 4    | アレッサンドロ・ペタッキ   | イタリア       | ランプレ - ファルネーゼ・ヴィーニ | 同            |
| 5    | マヌエル・カルドゾ         | ポーランド     | フットオン・セルベット            | 同            |
| 6    | コルド・フェルナンデス     | スペイン       | エウスカルテル・エウスカディ      | 同            |
| 7    | ベン・スウィフト           | イギリス       | チーム・スカイ                    | 同            |
| 8    | ローベルト・フェルスター   | ドイツ         | チーム・ミルラム                  | 同            |
| 9    | デニス・ガリムジャノフ     | ロシア         | チーム・カチューシャ              | 同            |
| 10   | アンドレアス・スタウフ     | ドイツ         | クイックステップ                  | 同            |

総合成績
| 順位 | 選手名                         | 国籍             | チーム                     | 時間          |
| ---- | ------------------------------ | ---------------- | -------------------------- | ------------- |
| 1    | マーク・カヴェンディッシュ     | イギリス         | チーム・HTC - コロンビア   | 4時間49分35秒 |
| 2    | カンスタンツィン・シウツォウ   | ベラルーシ       | チーム・HTC - コロンビア   | +12秒         |
| 3    | ペーター・ヴェリトス           | スロバキア       | チーム・HTC - コロンビア   | 同            |
| 4    | ティジェイ・ヴァン・ガーデレン | アメリカ合衆国   | チーム・HTC - コロンビア   | 同            |
| 5    | マシュー・ゴス                 | オーストラリア   | チーム・HTC - コロンビア   | 同            |
| 6    | ラース・バク                   | デンマーク       | チーム・HTC - コロンビア   | 同            |
| 7    | ヘイデン・ルールストン         | ニュージーランド | チーム・HTC - コロンビア   | 同            |
| 8    | タイラー・ファーラー           | アメリカ合衆国   | ガーミン・トランジションズ | +21秒         |
| 9    | ダニエーレ・ベンナーティ       | イタリア         | リクイガス・ドイモ         | +22秒         |
| 10   | ヴィンチェンツォ・ニバリ       | イタリア         | リクイガス・ドイモ         | 同            |

ポイント賞
| 順位 | 選手名                     | 国籍           | チーム                     | ポイント |
| ---- | -------------------------- | -------------- | -------------------------- | -------- |
| 1    | ヤウヘン・フタロヴィチュ   | ベラルーシ     | FDJ                        | 25       |
| 2    | マーク・カヴェンディッシュ | イギリス       | チーム・HTC - コロンビア   | 20       |
| 3    | タイラー・ファーラー       | アメリカ合衆国 | ガーミン・トランジションズ | 16       |

山岳賞
| 順位 | 選手名               | 国籍           | チーム                 | ポイント |
| ---- | -------------------- | -------------- | ---------------------- | -------- |
| 1    | ミカエル・ドラージュ | フランス       | オメガファーマ・ロット | 3        |
| 2    | ハビエル・ラミレス   | スペイン       | アンダルシア・カハスル | 2        |
| 3    | ジョニー・ウォーカー | オーストラリア | フットオン・セルベット | 1        |

ポイント賞
| 順位 | 選手名               | 国籍           | チーム                 | ポイント |
| ---- | -------------------- | -------------- | ---------------------- | -------- |
| 1    | ハビエル・ラミレス   | スペイン       | アンダルシア・カハスル | 153      |
| 2    | ジョニー・ウォーカー | オーストラリア | フットオン・セルベット | 164      |
| 3    | ミカエル・ドラージュ | フランス       | オメガファーマ・ロット | 202      |

チーム時間賞
| 順位 | チーム名                 | 国籍           | 時間           |
| ---- | ------------------------ | -------------- | -------------- |
| 1    | チーム・HTC - コロンビア | アメリカ合衆国 | 14時間01分09秒 |
| 2    | リクイガス・ドイモ       | イタリア       | +10秒          |
| 3    | サーヴェロ・テストチーム | スイス         | +13秒          |

## 第3ステージ
- 8月30日(月)　マルベーリャ － マラガ 157.3km　( 山岳) [6]

- 大会3日目にして早くも1級山岳が登場、さらにゴール手前は5%の上り勾配。スタート直後の2級山岳でアタック合戦が勃発しマイヨ・ロホのマーク・カヴェンディッシュが遅れを取ってしまったが、セラフィン・マルティネス（シャコベオ・ガリシア）や前日に続いての逃げとなるハビエル・ラミレス、ニキ・テルプストラ（チーム・ミルラム）、エゴイ・マルティネス（エウスカルテル・エウスカディ）等7名の逃げが決まると集団もペースダウン。カヴェンディッシュも集団に復帰した。その後は逃げ、集団共に淡々と推移したまま1級山岳レオン峠に突入。カヴェンディッシュ等スプリンターが早々と遅れをとる中で、何とアンディ・シュレク（チーム・サクソバンク）が脱落。逃げ集団からはS・マルティネスが単独で飛び出し、メイン集団からもダヴィ・モンクティエ（コフィディス）が飛び出した。結局レオン峠はS・マルティネスが1位、モンクティエが2位通過。メイン集団もケス・デパーニュが中心にペースアップし逃げを追い詰めていく。S・マルティネスのみ懸命に逃げ続けるも、ゴール前の最後の上りを巡ってメイン集団は猛烈なペースアップ。結局フラムルージュ手前でS・マルティネスは吸収された。その後ヴィンチェンツォ・ニバリがアタックを仕掛けるも決まらず、それに対してフィリップ・ジルベール（オメガファーマ・ロット）が強烈なカウンターアタックを掛けるとあっという間に後続の選手を置き去りに。唯一ホアキン・ロドリゲス（チーム・カチューシャ）のみが食い下がったが、ジルベールがそのまま先頭でゴールラインを越えた。3秒差の2位にロドリゲス、13秒差の3位にイゴル・アントン（エウスカルテル・エウスカディ）、ニバリは15秒遅れの4位に終わった。ジルベールはブエルタ初勝利、グランツールでは2009年ジロ第20ステージ以来となる2勝目、さらにマイヨ・ロホとマイヨ・プントスも獲得した。マイヨ・モンターニャとマイヨ・コンビナダはS・マルティネスが獲得している。尚、原因不明の体調不良が蔓延しているチームスカイでジョン＝リー・オーガスティンとベン・スウィフトがリタイアしている。

区間成績
| 順位 | 選手名                   | 国籍         | チーム                           | 時間          |
| ---- | ------------------------ | ------------ | -------------------------------- | ------------- |
| 1    | フィリップ・ジルベール   | ベルギー     | オメガファーマ・ロット           | 4時間06分12秒 |
| 2    | ホアキン・ロドリゲス     | スペイン     | チーム・カチューシャ             | +03秒         |
| 3    | イゴル・アントン         | スペイン     | エウスカルテル・エウスカディ     | +13秒         |
| 4    | ヴィンチェンツォ・ニバリ | イタリア     | リクイガス・ドイモ               | +15秒         |
| 5    | グレガ・ボレ             | スロベニア   | ランプレ＝ファルネーゼ・ヴィーニ | 同            |
| 6    | ニコラス・ロッシュ       | アイルランド | Ag2r・ラ・モンディアル           | 同            |
| 7    | デニス・メンショフ       | ロシア       | ラボバンク                       | +18秒         |
| 8    | エセキエル・モスケラ     | スペイン     | シャコベオ・ガリシア             | +19秒         |
| 9    | ダビ・アロヨ             | スペイン     | ケス・デパーニュ                 | 同            |
| 10   | アルテュル・ヴィショー   | フランス     | FDJ                              | 同            |

総合成績
| 順位 | 選手名                           | 国籍           | チーム                       | 時間          |
| ---- | -------------------------------- | -------------- | ---------------------------- | ------------- |
| 1    | フィリップ・ジルベール           | ベルギー       | オメガファーマ・ロット       | 8時間55分56秒 |
| 2    | ホアキン・ロドリゲス             | スペイン       | チーム・カチューシャ         | +14秒         |
| 3    | カンスタンツィン・シウツォウ     | ベラルーシ     | チーム・HTC - コロンビア     | +22秒         |
| 4    | ティージェイ・ヴァン・ガーデレン | アメリカ合衆国 | チーム・HTC - コロンビア     | +26秒         |
| 5    | ヴィンチェンツォ・ニバリ         | イタリア       | リクイガス・ドイモ           | +28秒         |
| 6    | ペーター・ヴェリトス             | スロバキア     | チーム・HTC - コロンビア     | 同            |
| 7    | イゴル・アントン                 | スペイン       | エウスカルテル・エウスカディ | +35秒         |
| 8    | シャビエル・トンド               | スペイン       | サーヴェロ・テストチーム     | 同            |
| 9    | フランク・シュレク               | ルクセンブルク | チーム・サクソバンク         | +36秒         |
| 10   | シャビエル・フロレンシオ         | スペイン       | サーヴェロ・テストチーム     | +41秒         |

ポイント賞
| 順位 | 選手名                   | 国籍       | チーム                   | ポイント |
| ---- | ------------------------ | ---------- | ------------------------ | -------- |
| 1    | フィリップ・ジルベール   | ベルギー   | オメガファーマ・ロット   | 25       |
| 2    | ヤウヘン・フタロヴィチュ | ベラルーシ | フランセーズ・デ・ジュー | 25       |
| 3    | ホアキン・ロドリゲス     | スペイン   | チーム・カチューシャ     | 20       |

山岳賞
| 順位 | 選手名                   | 国籍     | チーム               | ポイント |
| ---- | ------------------------ | -------- | -------------------- | -------- |
| 1    | セラフィン・マルティネス | スペイン | シャコベオ・ガリシア | 13       |
| 2    | ダヴィ・モンクティエ     | フランス | コフィディス         | 6        |
| 3    | ニキ・テルプストラ       | オランダ | チーム・ミルラム     | 5        |

コンビネーション賞
| 順位 | 選手名                   | 国籍     | チーム                       | ポイント |
| ---- | ------------------------ | -------- | ---------------------------- | -------- |
| 1    | セラフィン・マルティネス | スペイン | シャコベオ・ガリシア         | 97       |
| 2    | ハビエル・ラミレス       | スペイン | アンダルシア・カハスル       | 108      |
| 3    | エゴイ・マルティネス     | スペイン | エウスカルテル・エウスカディ | 109      |

チーム時間賞
| 順位 | チーム名                 | 国籍           | 時間           |
| ---- | ------------------------ | -------------- | -------------- |
| 1    | チーム・HTC - コロンビア | アメリカ合衆国 | 26時間20分52秒 |
| 2    | チーム・カチューシャ     | ロシア         | +05秒          |
| 3    | オメガファーマ・ロット   | ベルギー       | +08秒          |

## 第4ステージ
- 8月31日(火)　マラガ － ハエン ( 中級山岳) [8]

- 分類は中級山岳ステージだが3つの山岳ポイント、最後の2級山岳はゴール手前僅か7.8km地点、さらにゴール手前は平均15%・局所的には27%に達する激坂というえげつないコース設定。アタック合戦の末ギヨーム・ボナフォン（Ag2r・ラ・モンディアル）、ダリオ・カタルド（クイックステップ）、セルヒオ・カラスコ（アンダルシア・カハスル）、ドミーニク・レルス（チーム・ミルラム）の4名が逃げ始めたが、ホアキン・ロドリゲスでステージ優勝を狙うチーム・カチューシャがメイン集団をコントロール。結局最後の2級山岳で逃げを全員飲み込んだ。最後の激坂の前の下り区間でルイス・レオン・サンチェス（ケス・デパーニュ）が飛び出すが吸収。直ぐ様リゴベルト・ウラン（ケス・デパーニュ）がカウンターアタックで飛び出していよいよ激坂に突入。先頭のウランは25%を超える勾配に失速。集団からは満を持してロドリゲスがアタックを掛けるも集団を振り切れず。ウランを吸収後、最も傾斜が厳しくなるゾーンでイゴル・アントンがカウンターアタックを仕掛けるとロドリゲスを含めて誰も反応できず、懸命に追撃したヴィンチェンツォ・ニバリを振り切ってアントンが見事にステージ優勝を果たした。アントンは2006年のブエルタ第16ステージ以来となるグランツール2勝目。さらにボーナスタイムを獲得して総合2位に浮上、さらにマイヨ・プントスも獲得した。5秒遅れのステージ5位に入ったフィリップ・ジルベールはマイヨ・ロホをキープ。マイヨ・コンビナダはニバリが獲得、マイヨ・モンターニャはセラフィン・マルティネスがキープしている。尚、ベルンハルト・アイゼル（チーム・HTC - コロンビア）が途中リタイアしている。

区間成績
| 順位 | 選手名                           | 国籍           | チーム                       | 時間          |
| ---- | -------------------------------- | -------------- | ---------------------------- | ------------- |
| 1    | イゴル・アントン                 | スペイン       | エウスカルテル・エウスカディ | 5時間00分29秒 |
| 2    | ヴィンチェンツォ・ニバリ         | イタリア       | リクイガス・ドイモ           | +01秒         |
| 3    | ペーター・ヴェリトス             | スロバキア     | チーム・HTC - コロンビア     | 同            |
| 4    | ホアキン・ロドリゲス             | スペイン       | チーム・カチューシャ         | 同            |
| 5    | フィリップ・ジルベール           | ベルギー       | オメガファーマ・ロット       | +05秒         |
| 6    | ティージェイ・ヴァン・ガーデレン | アメリカ合衆国 | チーム・HTC - コロンビア     | +08秒         |
| 7    | エセキエル・モスケラ             | スペイン       | シャコベオ・ガリシア         | +12秒         |
| 8    | ニコラス・ロッシュ               | アイルランド   | Ag2r・ラ・モンディアル       | 同            |
| 9    | ルーベン・プラサ                 | スペイン       | ケス・デパーニュ             | 同            |
| 10   | リゴベルト・ウラン               | コロンビア     | ケス・デパーニュ             | +19秒         |

総合成績
| 順位 | 選手名                           | 国籍           | チーム                       | 時間           |
| ---- | -------------------------------- | -------------- | ---------------------------- | -------------- |
| 1    | フィリップ・ジルベール           | ベルギー       | オメガファーマ・ロット       | 13時間56分30秒 |
| 2    | イゴル・アントン                 | スペイン       | エウスカルテル・エウスカディ | +10秒          |
| 3    | ホアキン・ロドリゲス             | スペイン       | チーム・カチューシャ         | 同             |
| 4    | ヴィンチェンツォ・ニバリ         | イタリア       | リクイガス・ドイモ           | +12秒          |
| 5    | ペーター・ヴェリトス             | スロバキア     | チーム・HTC - コロンビア     | +16秒          |
| 6    | ティージェイ・ヴァン・ガーデレン | アメリカ合衆国 | チーム・HTC - コロンビア     | +29秒          |
| 7    | シャビエル・トンド               | スペイン       | サーヴェロ・テストチーム     | +49秒          |
| 8    | フランク・シュレク               | ルクセンブルク | チーム・サクソバンク         | +50秒          |
| 9    | ルーベン・プラサ                 | スペイン       | ケス・デパーニュ             | +54秒          |
| 10   | エセキエル・モスケラ             | スペイン       | シャコベオ・ガリシア         | +55秒          |

ポイント賞
| 順位 | 選手名                 | 国籍     | チーム                       | ポイント |
| ---- | ---------------------- | -------- | ---------------------------- | -------- |
| 1    | イゴル・アントン       | スペイン | エウスカルテル・エウスカディ | 41       |
| 2    | フィリップ・ジルベール | ベルギー | オメガファーマ・ロット       | 37       |
| 3    | ホアキン・ロドリゲス   | スペイン | チーム・カチューシャ         | 34       |

山岳賞
| 順位 | 選手名                   | 国籍     | チーム               | ポイント |
| ---- | ------------------------ | -------- | -------------------- | -------- |
| 1    | セラフィン・マルティネス | スペイン | シャコベオ・ガリシア | 13       |
| 2    | ダリオ・カタルド         | イタリア | クイックステップ     | 8        |
| 3    | ダヴィ・モンクティエ     | フランス | コフィディス         | 6        |

コンビネーション賞
| 順位 | 選手名                   | 国籍     | チーム                       | ポイント |
| ---- | ------------------------ | -------- | ---------------------------- | -------- |
| 1    | ヴィンチェンツォ・ニバリ | イタリア | リクイガス・ドイモ           | 21       |
| 2    | ギヨーム・ボナフォン     | フランス | Ag2R・ラ・モンディアル       | 95       |
| 3    | エゴイ・マルティネス     | スペイン | エウスカルテル・エウスカディ | 109      |

チーム時間賞
| 順位 | チーム名               | 国籍     | 時間           |
| ---- | ---------------------- | -------- | -------------- |
| 1    | ケス・デパーニュ       | スペイン | 41時間23分24秒 |
| 2    | チーム・カチューシャ   | ロシア   | +1分05秒       |
| 3    | オメガファーマ・ロット | ベルギー | +1分18秒       |

## 第5ステージ
- 9月1日(水) グアディクス － ロルカ 195.8km ( 平坦) [10]

- 起伏は少なくないがカテゴリー山岳の一切存在しない、スプリンター向けステージ。前日に亡くなったローラン・フィニョンへの1分間の黙祷が捧げられた後にスタートが切られた。ピエール・ロラン（Bbox ブイグテレコム）、ダビ・グティエレス（フットオン・セルベット）、ホセ・ビセンテ・トリビオ（アンダルシア・カハスル）、アルノー・ラブ（コフィディス）が逃げを決めるが、スプリントチャンスを逃がしたくないランプレ・ファルネーゼ＝ヴィーニやFDJといったチームがメイン集団をコントロール。結局残り13km地点で逃げは全て吸収され、集団スプリントに持ち込まれた。発射台役を務めるマシュー・ゴスをゴール手前5km地点のパンクで失っていたマーク・カヴェンディッシュが残り500mからの超ロングスプリントに打って出るが、落ち着いて番手に入ったタイラー・ファーラーがゴール手前でカヴェンディッシュを交わしてステージ優勝。2位にコルド・フェルナンデス（エウスカルテル・エウスカディ）、失速したカヴェンディッシュは3位に終わった。ファーラーは昨年に続くブエルタ通算2勝目。各賞ジャージに動きは無かった。

区間成績
| 順位 | 選手名                         | 国籍           | チーム                           | 時間          |
| ---- | ------------------------------ | -------------- | -------------------------------- | ------------- |
| 1    | タイラー・ファーラー           | アメリカ合衆国 | ガーミン・トランジションズ       | 5時間03分36秒 |
| 2    | コルド・フェルナンデス         | スペイン       | エウスカルテル・エウスカディ     | 同            |
| 3    | マーク・カヴェンディッシュ     | イギリス       | チーム・HTC - コロンビア         | 同            |
| 4    | ワウテル・ウェイラント         | ベルギー       | クイックステップ                 | 同            |
| 5    | アレッサンドロ・ペタッキ       | イタリア       | ランプレ＝ファルネーゼ・ヴィーニ | 同            |
| 6    | セバスティアン・シャヴァネル   | フランス       | FDJ                              | 同            |
| 7    | ローベルト・フェルスター       | ドイツ         | チーム・ミルラム                 | 同            |
| 8    | デニス・ガリムジャノフ         | ロシア         | チーム・カチューシャ             | 同            |
| 9    | テオ・ボス                     | オランダ       | サーヴェロ・テストチーム         | 同            |
| 10   | フレフ・ファン・アヴェルマート | ベルギー       | オメガファーマ・ロット           | 同            |

総合成績
| 順位 | 選手名                           | 国籍           | チーム                       | 時間           |
| ---- | -------------------------------- | -------------- | ---------------------------- | -------------- |
| 1    | フィリップ・ジルベール           | ベルギー       | オメガファーマ・ロット       | 19時間00分06秒 |
| 2    | イゴル・アントン                 | スペイン       | エウスカルテル・エウスカディ | +10秒          |
| 3    | ホアキン・ロドリゲス             | スペイン       | チーム・カチューシャ         | 同             |
| 4    | ヴィンチェンツォ・ニバリ         | イタリア       | リクイガス・ドイモ           | +12秒          |
| 5    | ペーター・ヴェリトス             | スロバキア     | チーム・HTC - コロンビア     | +16秒          |
| 6    | ティージェイ・ヴァン・ガーデレン | アメリカ合衆国 | チーム・HTC - コロンビア     | +29秒          |
| 7    | シャビエル・トンド               | スペイン       | サーヴェロ・テストチーム     | +49秒          |
| 8    | フランク・シュレク               | ルクセンブルク | チーム・サクソバンク         | +50秒          |
| 9    | ルーベン・プラサ                 | スペイン       | ケス・デパーニュ             | +54秒          |
| 10   | エセキエル・モスケラ             | スペイン       | シャコベオ・ガリシア         | +55秒          |

ポイント賞
| 順位 | 選手名                 | 国籍           | チーム                       | ポイント |
| ---- | ---------------------- | -------------- | ---------------------------- | -------- |
| 1    | イゴル・アントン       | スペイン       | エウスカルテル・エウスカディ | 41       |
| 2    | タイラー・ファーラー   | アメリカ合衆国 | ガーミン・トランジションズ   | 41       |
| 3    | フィリップ・ジルベール | ベルギー       | オメガファーマ・ロット       | 37       |

山岳賞
| 順位 | 選手名                   | 国籍     | チーム               | ポイント |
| ---- | ------------------------ | -------- | -------------------- | -------- |
| 1    | セラフィン・マルティネス | スペイン | シャコベオ・ガリシア | 13       |
| 2    | ダリオ・カタルド         | イタリア | クイックステップ     | 8        |
| 3    | ダヴィ・モンクティエ     | フランス | コフィディス         | 6        |

コンビネーション賞
| 順位 | 選手名                   | 国籍     | チーム                       | ポイント |
| ---- | ------------------------ | -------- | ---------------------------- | -------- |
| 1    | ヴィンチェンツォ・ニバリ | イタリア | リクイガス・ドイモ           | 23       |
| 2    | シャビエル・トンド       | スペイン | サーヴェロ・テストチーム     | 42       |
| 3    | エゴイ・マルティネス     | スペイン | エウスカルテル・エウスカディ | 114      |

チーム時間賞
| 順位 | チーム名               | 国籍     | 時間           |
| ---- | ---------------------- | -------- | -------------- |
| 1    | ケス・デパーニュ       | スペイン | 56時間34分12秒 |
| 2    | チーム・カチューシャ   | ロシア   | +1分05秒       |
| 3    | オメガファーマ・ロット | ベルギー | +1分18秒       |

## 第6ステージ
- 9月2日(木) カラバカ・デ・ラ・クルス － ムルシア 148.6km ( 平坦) [12]

- 前日に続く平坦ステージだが、終盤は昨年の第10ステージと同じルートを使用する。昨年は平地専門だけでなく、ダニエーレ・ベンナーティなどある程度坂に強いスプリンターでさえも脱落させたゴール手前の2級山岳がどう影響するか。マルクス・アイヒラー（チーム・ミルラム）、フレディ・ビショー（Bbox ブイグテレコム）、フアン・ハビエル・エストラダ（アンダルシア・カハスル）の3名が逃げを決め、最大で9分強、残り50km地点でも6分以上のタイム差をメイン集団に対して付けていたが、チーム・カチューシャがペースを上げ始めるとタイム差は加速度的に減少。結局、2級山岳の途中で逃げは全て吸収された。この2級山岳でマーク・カヴェンディッシュやアレサンドロ・ペタッキ（ランプレ・ファルネーゼ＝ヴィーニ）といったスプリンターは脱落。前日ステージ優勝のタイラー・ファーラーも下りでパンクし、脱落した。下り区間ではフィリッポ・ポッツァート（チーム・カチューシャ）やドミトリー・フォフォノフ（アスタナ）が飛び出しを試みるも失敗。結局で上りで縮小された70名ほどの集団スプリントに持ち込まれた。最初にスプリントを開始したマイヨ・ロホのフィリップ・ジルベールを今年は生き残ったダニエーレ・ベンナーティ（リクイガス・ドイモ）が抜き去るも、さらに後方から飛び出したトル・フースホフト（サーヴェロ・テストチーム）がベンナーティを抜き去ってステージ優勝。フースホフトは2006年第6ステージ以来4年ぶりのブエルタ通算3勝目。ステージ6位に終わったジルベールだが、ポイントを積み重ねてマイヨ・ロホに加えてマイヨ・プントスとマイヨ・コンビナダも獲得した。マイヨ・モンターニャはセラフィン・マルティネスがキープしている。

区間成績
| 順位 | 選手名                   | 国籍           | チーム                           | 時間          |
| ---- | ------------------------ | -------------- | -------------------------------- | ------------- |
| 1    | トル・フースホフト       | ノルウェー     | サーヴェロ・テストチーム         | 3時間36分20秒 |
| 2    | ダニエーレ・ベンナーティ | イタリア       | リクイガス・ドイモ               | 同            |
| 3    | グレガ・ボレ             | スロベニア     | ランプレ＝ファルネーゼ・ヴィーニ | 同            |
| 4    | アラン・デイヴィス       | オーストラリア | アスタナ                         | 同            |
| 5    | フィリッポ・ポッツァート | イタリア       | チーム・カチューシャ             | 同            |
| 6    | フィリップ・ジルベール   | ベルギー       | オメガファーマ・ロット           | 同            |
| 7    | ペーター・ヴェリトス     | スロバキア     | チーム・HTC - コロンビア         | 同            |
| 8    | パブロ・ウルタスン       | スペイン       | エウスカルテル・エウスカディ     | 同            |
| 9    | サミュエル・デュムラン   | フランス       | コフィディス                     | 同            |
| 10   | ニコラス・ロッシュ       | アイルランド   | Ag2r・ラ・モンディアル           | 同            |

総合成績
| 順位 | 選手名                           | 国籍           | チーム                       | 時間           |
| ---- | -------------------------------- | -------------- | ---------------------------- | -------------- |
| 1    | フィリップ・ジルベール           | ベルギー       | オメガファーマ・ロット       | 22時間36分26秒 |
| 2    | イゴル・アントン                 | スペイン       | エウスカルテル・エウスカディ | +10秒          |
| 3    | ホアキン・ロドリゲス             | スペイン       | チーム・カチューシャ         | 同             |
| 4    | ヴィンチェンツォ・ニバリ         | イタリア       | リクイガス・ドイモ           | +12秒          |
| 5    | ペーター・ヴェリトス             | スロバキア     | チーム・HTC - コロンビア     | +16秒          |
| 6    | ティージェイ・ヴァン・ガーデレン | アメリカ合衆国 | チーム・HTC - コロンビア     | +29秒          |
| 7    | シャビエル・トンド               | スペイン       | サーヴェロ・テストチーム     | +49秒          |
| 8    | フランク・シュレク               | ルクセンブルク | チーム・サクソバンク         | +50秒          |
| 9    | ルーベン・プラサ                 | スペイン       | ケス・デパーニュ             | +54秒          |
| 10   | エセキエル・モスケラ             | スペイン       | シャコベオ・ガリシア         | +55秒          |

ポイント賞
| 順位 | 選手名                 | 国籍           | チーム                       | ポイント |
| ---- | ---------------------- | -------------- | ---------------------------- | -------- |
| 1    | フィリップ・ジルベール | ベルギー       | オメガファーマ・ロット       | 47       |
| 2    | タイラー・ファーラー   | アメリカ合衆国 | ガーミン・トランジションズ   | 41       |
| 3    | イゴル・アントン       | スペイン       | エウスカルテル・エウスカディ | 41       |

山岳賞
| 順位 | 選手名                   | 国籍     | チーム               | ポイント |
| ---- | ------------------------ | -------- | -------------------- | -------- |
| 1    | セラフィン・マルティネス | スペイン | シャコベオ・ガリシア | 13       |
| 2    | ダリオ・カタルド         | イタリア | クイックステップ     | 8        |
| 3    | ダヴィ・モンクティエ     | フランス | コフィディス         | 6        |

コンビネーション賞
| 順位 | 選手名                   | 国籍     | チーム                   | ポイント |
| ---- | ------------------------ | -------- | ------------------------ | -------- |
| 1    | フィリップ・ジルベール   | ベルギー | オメガファーマ・ロット   | 12       |
| 2    | ヴィンチェンツォ・ニバリ | イタリア | リクイガス・ドイモ       | 25       |
| 3    | シャビエル・トンド       | スペイン | サーヴェロ・テストチーム | 50       |

チーム時間賞
| 順位 | チーム名               | 国籍     | 時間           |
| ---- | ---------------------- | -------- | -------------- |
| 1    | ケス・デパーニュ       | スペイン | 67時間23分12秒 |
| 2    | チーム・カチューシャ   | ロシア   | +1分05秒       |
| 3    | オメガファーマ・ロット | ベルギー | +1分18秒       |

## 第7ステージ
- 9月3日(金) ムルシア － オリウエラ 186.1km ( 平坦) [14]

- 途中3級山岳が1つ存在しているが、基本的にはスプリンター向けステージ。ホルヘ・マルティン・モンテネグロ（アンダルシア・カハスル）、マーティン・ペダーセン（フットオン・セルベット）、ウラディミール・イサイチェフ（シャコベオ・ガリシア）、ドミーニク・レルスの4名が逃げを決めるが、この日も有力スプリンターを抱えるチームがタイム差をきっちりコントロール。逃げの4名も健闘を見せたが、残り5kmで吸収されスプリント勝負に持ち込まれた。ランプレ・ファルネーゼ＝ヴィーニがトレインを形成してアレサンドロ・ペタッキを発射、後方からマーク・カヴェンディッシュもスプリントを試みるが、三方向を壁と他選手に囲まれて前に出られず、そのままペタッキが先頭でゴールラインを駆け抜けた。ペタッキはブエルタ通算ステージ勝利数が20の大台に。消化不良に終わったカヴェンディッシュも初日以来のマイヨ・プントスを獲得した。他賞は動きはなかった。尚、フアン・アントニオ・フレチャ（チームスカイ）が途中リタイア。さらに帯同していたマッサーが急死したことに伴い、チームスカイは今大会から撤退することを決定した。

区間成績
| 順位 | 選手名                     | 国籍           | チーム                           | 時間          |
| ---- | -------------------------- | -------------- | -------------------------------- | ------------- |
| 1    | アレッサンドロ・ペタッキ   | イタリア       | ランプレ＝ファルネーゼ・ヴィーニ | 4時間36分12秒 |
| 2    | マーク・カヴェンディッシュ | イギリス       | チーム・HTC - コロンビア         | 同            |
| 3    | フアン・ホセ・アエド       | アルゼンチン   | チーム・サクソバンク             | 同            |
| 4    | アンドレアス・シュタウフ   | ドイツ         | クイックステップ                 | 同            |
| 5    | タイラー・ファーラー       | アメリカ合衆国 | ガーミン・トランジションズ       | 同            |
| 6    | デニス・ガリムジャノフ     | ロシア         | チーム・カチューシャ             | 同            |
| 7    | ローベルト・フェルスター   | ドイツ         | チーム・ミルラム                 | 同            |
| 8    | セバスティアン・イノー     | フランス       | Ag2r・ラ・モンディアル           | 同            |
| 9    | ダニエーレ・ベンナーティ   | イタリア       | リクイガス・ドイモ               | 同            |
| 10   | ワウテル・ウェイラント     | ベルギー       | クイックステップ                 | 同            |

総合成績
| 順位 | 選手名                           | 国籍           | チーム                       | 時間           |
| ---- | -------------------------------- | -------------- | ---------------------------- | -------------- |
| 1    | フィリップ・ジルベール           | ベルギー       | オメガファーマ・ロット       | 27時間12分38秒 |
| 2    | イゴル・アントン                 | スペイン       | エウスカルテル・エウスカディ | +10秒          |
| 3    | ホアキン・ロドリゲス             | スペイン       | チーム・カチューシャ         | 同             |
| 4    | ヴィンチェンツォ・ニバリ         | イタリア       | リクイガス・ドイモ           | +12秒          |
| 5    | ペーター・ヴェリトス             | スロバキア     | チーム・HTC - コロンビア     | +16秒          |
| 6    | ティージェイ・ヴァン・ガーデレン | アメリカ合衆国 | チーム・HTC - コロンビア     | +29秒          |
| 7    | シャビエル・トンド               | スペイン       | サーヴェロ・テストチーム     | +49秒          |
| 8    | フランク・シュレク               | ルクセンブルク | チーム・サクソバンク         | +50秒          |
| 9    | ルーベン・プラサ                 | スペイン       | ケス・デパーニュ             | +54秒          |
| 10   | エセキエル・モスケラ             | スペイン       | シャコベオ・ガリシア         | +55秒          |

ポイント賞
| 順位 | 選手名                     | 国籍           | チーム                           | ポイント |
| ---- | -------------------------- | -------------- | -------------------------------- | -------- |
| 1    | マーク・カヴェンディッシュ | イギリス       | チーム・HTC - コロンビア         | 56       |
| 2    | タイラー・ファーラー       | アメリカ合衆国 | ガーミン・トランジションズ       | 53       |
| 3    | アレッサンドロ・ペタッキ   | イタリア       | ランプレ＝ファルネーゼ・ヴィーニ | 51       |

山岳賞
| 順位 | 選手名                   | 国籍     | チーム               | ポイント |
| ---- | ------------------------ | -------- | -------------------- | -------- |
| 1    | セラフィン・マルティネス | スペイン | シャコベオ・ガリシア | 13       |
| 2    | ダリオ・カタルド         | イタリア | クイックステップ     | 8        |
| 3    | ダヴィ・モンクティエ     | フランス | コフィディス         | 6        |

コンビネーション賞
| 順位 | 選手名                   | 国籍     | チーム                   | ポイント |
| ---- | ------------------------ | -------- | ------------------------ | -------- |
| 1    | フィリップ・ジルベール   | ベルギー | オメガファーマ・ロット   | 16       |
| 2    | ヴィンチェンツォ・ニバリ | イタリア | リクイガス・ドイモ       | 28       |
| 3    | シャビエル・トンド       | スペイン | サーヴェロ・テストチーム | 60       |

チーム時間賞
| 順位 | チーム名               | 国籍     | 時間           |
| ---- | ---------------------- | -------- | -------------- |
| 1    | ケス・デパーニュ       | スペイン | 81時間11分48秒 |
| 2    | チーム・カチューシャ   | ロシア   | +1分05秒       |
| 3    | オメガファーマ・ロット | ベルギー | +1分18秒       |

## 第8ステージ
- 9月4日(土) ビリェナ － ショレ・デル・カディ 190.0km ( 山岳) [16]

- 昨年も登場した1級山岳ソレット・デル・カティは平均勾配11.6%という難峠。前日急死したチームスカイのマッサーへ1分間の黙祷が捧げられた後にスタート。序盤からアタック合戦が繰り広げられる中で大規模な落車が発生。アレサンドロ・ペタッキやマーク・カヴェンディッシュ、ダビ・アロヨ（ケス・デパーニュ）、デニス・メンショフ等多数の有力選手が巻き込まれる事態に。この影響でホアキン・ロドリゲスが1位通過していた17km地点のスプリントポイントはキャンセルされた。さらに集団が分裂し、一時マイヨ・ロホのフィリップ・ジルベールが後方に取り残される事態になったが、程なく追いついている。最終的にマイヨ・モンターニャを着用するセラフィン・マルティネスとマイヨ・モンターニャ3連覇を狙うダヴィ・モンクティエ、アサン・バザイェフ（アスタナ）、ホセ・ルイス・アリエタ（Ag2r・ラ・モンディアル）、ヨハン・チョップ（Bbox ブイグテレコム）の5名の逃げが決まり、タイム差は8分近くまで拡がった。途中の山岳ポイントはS・マルティネスが1位で通過しポイントを重ねた。メイン集団はまずサーヴェロ・テストチームが、その後ケス・デパーニュやリクイガス・ドイモがペースを上げてタイム差4分でソレット・デル・カティに突入。逃げ集団からはモンクティエがアタックし独走状態に。メイン集団もアタック合戦でジルベールに加えて、メンショフやフランク・シュレク（チーム・サクソバンク）といった有力選手も脱落し、イゴル・アントン、ロドリゲス、ヴィンチェンツォ・ニバリ、シャビエル・トンド（サーヴェロ・テストチーム）、カルロス・サストレの5名まで絞られた。結局モンクティエのペースは最後まで落ちず、独走でステージ優勝を決めた。モンクティエはマイヨ・モンターニャ獲得はならなかったものの、3年連続となるブエルタステージ通算3勝目となった。1分29秒遅れの総合上位勢ではロドリゲスがスプリントを掛けるが、アントンとはタイム差が付かず。結局コンマ差でマイヨ・ロホはアントンが獲得、マイヨ・コンビナダはニバリが獲得した。遅れたF・シュレクは2分36秒遅れ、メンショフは3分44秒遅れに終り、それぞれ1分47秒遅れの総合13位、3分16秒遅れの総合20位に後退した。山岳ポイントを稼いだS・マルティネスはマイヨ・モンターニャをキープ、グルペットでゴールのカヴェンディッシュもマイヨ・プントスをキープした。尚、ブラニスラウ・サモイラウ（クイックステップ）がリタイアしている。

区間成績
| 順位 | 選手名                   | 国籍         | チーム                       | 時間          |
| ---- | ------------------------ | ------------ | ---------------------------- | ------------- |
| 1    | ダヴィ・モンクティエ     | フランス     | コフィディス                 | 5時間14分32秒 |
| 2    | セラフィン・マルティネス | スペイン     | シャコベオ・ガリシア         | +54秒         |
| 3    | ヨハン・チョップ         | スイス       | Bbox ブイグテレコム          | 同            |
| 4    | ホセ・ルイス・アリエタ   | スペイン     | Ag2r・ラ・モンディアル       | 同            |
| 5    | ホアキン・ロドリゲス     | スペイン     | チーム・カチューシャ         | +1分29秒      |
| 6    | ヴィンチェンツォ・ニバリ | イタリア     | リクイガス・ドイモ           | 同            |
| 7    | イゴル・アントン         | スペイン     | エウスカルテル・エウスカディ | 同            |
| 8    | アサン・バザイェフ       | カザフスタン | アスタナ                     | +1分32秒      |
| 9    | シャビエル・トンド       | スペイン     | サーヴェロ・テストチーム     | 同            |
| 10   | カルロス・サストレ       | スペイン     | サーヴェロ・テストチーム     | +1分35秒      |

総合成績
| 順位 | 選手名                           | 国籍           | チーム                       | 時間           |
| ---- | -------------------------------- | -------------- | ---------------------------- | -------------- |
| 1    | イゴル・アントン                 | スペイン       | エウスカルテル・エウスカディ | 32時間28分49秒 |
| 2    | ホアキン・ロドリゲス             | スペイン       | チーム・カチューシャ         | 同             |
| 3    | ヴィンチェンツォ・ニバリ         | イタリア       | リクイガス・ドイモ           | +02秒          |
| 4    | シャビエル・トンド               | スペイン       | サーヴェロ・テストチーム     | +42秒          |
| 5    | マルツィオ・ブルセギン           | イタリア       | ケス・デパーニュ             | +1分10秒       |
| 6    | ルーベン・プラサ                 | スペイン       | ケス・デパーニュ             | +1分15秒       |
| 7    | エセキエル・モスケラ             | スペイン       | シャコベオ・ガリシア         | +1分18秒       |
| 8    | ニコラス・ロッシュ               | アイルランド   | Ag2r・ラ・モンディアル       | +1分19秒       |
| 9    | ペーター・ヴェリトス             | スロバキア     | チーム・HTC - コロンビア     | +1分26秒       |
| 10   | ティージェイ・ヴァン・ガーデレン | アメリカ合衆国 | チーム・HTC - コロンビア     | 同             |

ポイント賞
| 順位 | 選手名                     | 国籍           | チーム                           | ポイント |
| ---- | -------------------------- | -------------- | -------------------------------- | -------- |
| 1    | マーク・カヴェンディッシュ | イギリス       | チーム・HTC - コロンビア         | 56       |
| 2    | タイラー・ファーラー       | アメリカ合衆国 | ガーミン・トランジションズ       | 53       |
| 3    | アレッサンドロ・ペタッキ   | イタリア       | ランプレ＝ファルネーゼ・ヴィーニ | 51       |

山岳賞
| 順位 | 選手名                   | 国籍     | チーム               | ポイント |
| ---- | ------------------------ | -------- | -------------------- | -------- |
| 1    | セラフィン・マルティネス | スペイン | シャコベオ・ガリシア | 36       |
| 2    | ダヴィ・モンクティエ     | フランス | コフィディス         | 26       |
| 3    | ダリオ・カタルド         | イタリア | クイックステップ     | 8        |

コンビネーション賞
| 順位 | 選手名                   | 国籍     | チーム                   | ポイント |
| ---- | ------------------------ | -------- | ------------------------ | -------- |
| 1    | ヴィンチェンツォ・ニバリ | イタリア | リクイガス・ドイモ       | 30       |
| 2    | フィリップ・ジルベール   | ベルギー | オメガファーマ・ロット   | 32       |
| 3    | シャビエル・トンド       | スペイン | サーヴェロ・テストチーム | 38       |

チーム時間賞
| 順位 | チーム名                     | 国籍     | 時間           |
| ---- | ---------------------------- | -------- | -------------- |
| 1    | ケス・デパーニュ             | スペイン | 97時間01分00秒 |
| 2    | チーム・カチューシャ         | ロシア   | +1分46秒       |
| 3    | エウスカルテル・エウスカディ | スペイン | +3分58秒       |

## 第9ステージ
- 9月5日(日) カルペ － アルコイ 187.7km ( 山岳) [18]

- 1級以上の山岳は登場しないものの、中盤～後半にかけて2級&3級山岳が連続して登場し、さらにゴール前は平均7～8%の上り勾配。30km地点で逃げ始めたダヴィ・モンクティエやカルロス・バレード（クイックステップ）、ゴンサロ・ラブニャル（シャコベオ・ガリシア）、ダビ・ロペス（ケス・デパーニュ）、ジャン＝クリストフ・ペロー（オメガファーマ・ロット）等14名に、50km地点でハビエル・ラミレスが加わり15名の逃げに。山岳ポイントはチームメイトのセラフィン・マルティネスのマイヨ・モンターニャを守りたいラブニャルがモンクティエを邪魔する格好で1位通過を重ねた。メイン集団をコントロールするエウスカルテル・エウスカディは総合で3分30秒遅れのバレードが逃げに乗っているためか、タイム差を大きくは開けない。しかしそのバレードが第4山岳でハンガーノックを起こして逃げ集団から脱落。その第4山岳も先頭通過したラブニャルはその勢いで独走を開始する。メイン集団はバレードの脱落でペースを緩めてタイム差は9分半まで広がり、今度は6分59秒遅れのペローが暫定マイヨ・ロホに。逃げていたラブニャルは第6山岳の途中で捕まり、頂上はモンクティエが1位通過でついに山岳ポイントトップに浮上した。その後下りでロペスが飛び出すと、先頭はロペス、モンクティエ、ジャンパオロ・カルーゾ（チーム・カチューシャ）、エゴイ・マルティネス（エウスカルテル・エウスカディ）、ロマン・クロイツィガー（リクイガス・ドイモ）の5名まで絞られた。一方メイン集団はペローへのマイヨ・ロホ移動を嫌ったエウスカルテル・エウスカディが再びペースを上げ始めた。先頭集団では最後の山岳通過後の下りでロペスが再び飛び出して独走を開始すると、そのまま最後の坂も駆け上がって自身初となるブエルタステージ優勝を決めた。ペローは55秒遅れでゴールし、メイン集団の到着を待つ。そのメイン集団はマイヨ・ロホ奪取に燃えるチーム・カチューシャが前日に続いて揺さぶりを仕掛け、ホアキン・ロドリゲスもスプリントを仕掛けたが、イゴル・アントンを振り切れずに共に7分2秒差でゴール。結局ペローは52秒届かず、アントンがマイヨ・ロホをキープ。前述の通りモンクティエがマイヨ・モンターニャを獲得した。他賞は動きなし。尚、前日落車していたアレサンドロ・ペタッキに加えてミカエル・ドラージュ、ピエール・ロラン、フレディー・ビショー（Bbox ブイグテレコム）が途中リタイアしている。

区間成績
| 順位 | 選手名                     | 国籍     | チーム                       | 時間          |
| ---- | -------------------------- | -------- | ---------------------------- | ------------- |
| 1    | ダビ・ロペス               | スペイン | ケス・デパーニュ             | 5時間20分51秒 |
| 2    | ロマン・クロイツィガー     | チェコ   | リクイガス・ドイモ           | +06秒         |
| 3    | ジャンパオロ・カルーゾ     | イタリア | チーム・カチューシャ         | +13秒         |
| 4    | ダヴィ・モンクティエ       | フランス | コフィディス                 | +21秒         |
| 5    | ブレル・カドリ             | フランス | Ag2r・ラ・モンディアル       | +27秒         |
| 6    | エゴイ・マルティネス       | スペイン | エウスカルテル・エウスカディ | +30秒         |
| 7    | ジャン＝クリストフ・ペロー | フランス | オメガファーマ・ロット       | +55秒         |
| 8    | ゴンサロ・ラブニャル       | スペイン | シャコベオ・ガリシア         | +2分36秒      |
| 9    | オスカル・プホル           | スペイン | サーヴェロ・テストチーム     | +3分52秒      |
| 10   | イェル・ファネンデルト     | ベルギー | オメガファーマ・ロット       | +4分17秒      |

総合成績
| 順位 | 選手名                     | 国籍         | チーム                       | 時間           |
| ---- | -------------------------- | ------------ | ---------------------------- | -------------- |
| 1    | イゴル・アントン           | スペイン     | エウスカルテル・エウスカディ | 37時間56分42秒 |
| 2    | ホアキン・ロドリゲス       | スペイン     | チーム・カチューシャ         | 同             |
| 3    | ヴィンチェンツォ・ニバリ   | イタリア     | リクイガス・ドイモ           | +02秒          |
| 4    | シャビエル・トンド         | スペイン     | サーヴェロ・テストチーム     | +42秒          |
| 5    | ジャン＝クリストフ・ペロー | フランス     | オメガファーマ・ロット       | +52秒          |
| 6    | ルーベン・プラサ           | スペイン     | ケス・デパーニュ             | +1分15秒       |
| 7    | エセキエル・モスケラ       | スペイン     | シャコベオ・ガリシア         | +1分18秒       |
| 8    | ニコラス・ロッシュ         | アイルランド | Ag2r・ラ・モンディアル       | +1分19秒       |
| 9    | マルツィオ・ブルセギン     | イタリア     | ケス・デパーニュ             | +1分22秒       |
| 10   | ペーター・ヴェリトス       | スロバキア   | チーム・HTC - コロンビア     | +1分26秒       |

ポイント賞
| 順位 | 選手名                     | 国籍           | チーム                       | ポイント |
| ---- | -------------------------- | -------------- | ---------------------------- | -------- |
| 1    | マーク・カヴェンディッシュ | イギリス       | チーム・HTC - コロンビア     | 56       |
| 2    | タイラー・ファーラー       | アメリカ合衆国 | ガーミン・トランジションズ   | 53       |
| 3    | イゴル・アントン           | スペイン       | エウスカルテル・エウスカディ | 50       |

山岳賞
| 順位 | 選手名                   | 国籍     | チーム               | ポイント |
| ---- | ------------------------ | -------- | -------------------- | -------- |
| 1    | ダヴィ・モンクティエ     | フランス | コフィディス         | 41       |
| 2    | セラフィン・マルティネス | スペイン | シャコベオ・ガリシア | 36       |
| 3    | ゴンサロ・ラブニャル     | スペイン | シャコベオ・ガリシア | 25       |

コンビネーション賞
| 順位 | 選手名                   | 国籍     | チーム                 | ポイント |
| ---- | ------------------------ | -------- | ---------------------- | -------- |
| 1    | ヴィンチェンツォ・ニバリ | イタリア | リクイガス・ドイモ     | 32       |
| 2    | フィリップ・ジルベール   | ベルギー | オメガファーマ・ロット | 33       |
| 3    | ダヴィ・モンクティエ     | フランス | コフィディス           | 33       |

チーム時間賞
| 順位 | チーム名                     | 国籍     | 時間            |
| ---- | ---------------------------- | -------- | --------------- |
| 1    | ケス・デパーニュ             | スペイン | 113時間17分49秒 |
| 2    | チーム・カチューシャ         | ロシア   | +1分47秒        |
| 3    | エウスカルテル・エウスカディ | スペイン | +5分18秒        |

## 第10ステージ
- 9月7日(火) タラゴナ － ビナラノバ・イ・ラ・ヘルトル 175.7km ( 中級山岳) [20]

- 途中にある1級山岳ラット・ペナット峠は平均10%超・局所的に勾配が20%を超える厳しい山岳。しかし頂上からゴールまで30km以上あり乗り越えられればスプリンターにもチャンスあり。休息日の夕食後にホテルを抜け出して飲酒していたことが発覚したアンディ・シュレクとスチュアート・オグレディ（共にチーム・サクソバンク）がチームから追放され未出走。序盤からアタック合戦となるがチーム・カチューシャが全て吸収し、なかなか逃げが決まらない。大集団のまま迎えた41km地点のスプリントポイントはマイヨ・プントスのマーク・カヴェンディッシュが1位、タイラー・ファーラーが2位通過する中でホアキン・ロドリゲスが3位通過、ボーナスタイム2秒を獲得して暫定マイヨ・ロホに躍り出た。その後フィリップ・ジルベールやクリストフ・ル・メヴェル（FDJ）、フレフ・ファンアヴェルマート（オメガファーマ・ロット）等12名の逃げ集団が形成されるが、総合で2分17秒遅れのジルベールを逃がしたくないチーム・カチューシャがハイペースを維持すると、ジルベールはメイン集団に戻り、ようやくペースが落ち着いた。その後タイム差約3分でラット・ペナット峠に突入。逃げ集団内からはル・メヴェルとハビエル・モレノ（アンダルシア・カハスル）が飛び出して山頂を通過。メイン集団は際立った動きは無かったもののスプリンターは軒並み脱落した。その後再び逃げ集団の規模が大きくなる中で、短い上り区間を利用してイマノル・エルビティ（ケス・デパーニュ）が飛び出して独走を開始。追走集団はは牽制状態でペースが上がらず、メイン集団はダニエーレ・ベンナーティの集団復帰に伴いリクイガス・ドイモが牽き始めるも時既に遅し。展開にも恵まれたエルビティはそのまま独走でステージ優勝。自身2008年第18ステージ以来となるステージ通算2勝目、さらに休息日を挟んでケス・デパーニュはチーム2連勝となった。メイン集団は何事も無くゴールし、ロドリゲスが待望のマイヨ・ロホを獲得。マイヨ・コンビナダは他賞の順位の兼ね合いもあってダヴィ・モンクティエが獲得し、マイヨ・モンターニャももちろんキープ。マイヨ・プントスもカヴェンディッシュがキープした。尚、ヨアン・オフルド（FDJ）が途中リタイアしている。

区間成績
| 順位 | 選手名                         | 国籍         | チーム                 | 時間          |
| ---- | ------------------------------ | ------------ | ---------------------- | ------------- |
| 1    | イマノル・エルビティ           | スペイン     | ケス・デパーニュ       | 4時間13分31秒 |
| 2    | ロマン・ジングル               | ベルギー     | コフィディス           | +37秒         |
| 3    | フレフ・ファン・アヴェルマート | ベルギー     | オメガファーマ・ロット | 同            |
| 4    | マウロ・フィネット             | イタリア     | リクイガス・ドイモ     | 同            |
| 5    | ハビエル・モレノ               | スペイン     | アンダルシア・カハスル | 同            |
| 6    | アンダース・ルンド             | デンマーク   | チーム・サクソバンク   | 同            |
| 7    | クリストフ・ル・メヴェル       | フランス     | FDJ                    | 同            |
| 8    | ジャンパオロ・ケウーラ         | イタリア     | フートン・セルベット   | 同            |
| 9    | ラウレンス・テン・ダム         | オランダ     | ラボバンク             | +42秒         |
| 10   | ドミトリー・フォフォノフ       | カザフスタン | アスタナ               | +1分36秒      |

総合成績
| 順位 | 選手名                     | 国籍         | チーム                       | 時間           |
| ---- | -------------------------- | ------------ | ---------------------------- | -------------- |
| 1    | ホアキン・ロドリゲス       | スペイン     | チーム・カチューシャ         | 42時間11分49秒 |
| 2    | イゴル・アントン           | スペイン     | エウスカルテル・エウスカディ | +02秒          |
| 3    | ヴィンチェンツォ・ニバリ   | イタリア     | リクイガス・ドイモ           | +04秒          |
| 4    | シャビエル・トンド         | スペイン     | サーヴェロ・テストチーム     | +44秒          |
| 5    | ジャン＝クリストフ・ペロー | フランス     | オメガファーマ・ロット       | +54秒          |
| 6    | ルーベン・プラサ           | スペイン     | ケス・デパーニュ             | +1分17秒       |
| 7    | エセキエル・モスケラ       | スペイン     | シャコベオ・ガリシア         | +1分20秒       |
| 8    | ニコラス・ロッシュ         | アイルランド | Ag2r・ラ・モンディアル       | +1分21秒       |
| 9    | マルツィオ・ブルセギン     | イタリア     | ケス・デパーニュ             | +1分24秒       |
| 10   | ペーター・ヴェリトス       | スロバキア   | チーム・HTC - コロンビア     | +1分28秒       |

ポイント賞
| 順位 | 選手名                     | 国籍           | チーム                     | ポイント |
| ---- | -------------------------- | -------------- | -------------------------- | -------- |
| 1    | マーク・カヴェンディッシュ | イギリス       | チーム・HTC - コロンビア   | 60       |
| 2    | フィリップ・ジルベール     | ベルギー       | オメガファーマ・ロット     | 57       |
| 3    | タイラー・ファーラー       | アメリカ合衆国 | ガーミン・トランジションズ | 55       |

山岳賞
| 順位 | 選手名                   | 国籍     | チーム               | ポイント |
| ---- | ------------------------ | -------- | -------------------- | -------- |
| 1    | ダヴィ・モンクティエ     | フランス | コフィディス         | 41       |
| 2    | セラフィン・マルティネス | スペイン | シャコベオ・ガリシア | 36       |
| 3    | ゴンサロ・ラブニャル     | スペイン | シャコベオ・ガリシア | 25       |

コンビネーション賞
| 順位 | 選手名                   | 国籍     | チーム                 | ポイント |
| ---- | ------------------------ | -------- | ---------------------- | -------- |
| 1    | ダヴィ・モンクティエ     | フランス | コフィディス           | 32       |
| 2    | フィリップ・ジルベール   | ベルギー | オメガファーマ・ロット | 34       |
| 3    | ヴィンチェンツォ・ニバリ | イタリア | リクイガス・ドイモ     | 36       |

チーム時間賞
| 順位 | チーム名               | 国籍     | 時間            |
| ---- | ---------------------- | -------- | --------------- |
| 1    | ケス・デパーニュ       | スペイン | 126時間01分38秒 |
| 2    | チーム・カチューシャ   | ロシア   | +3分25秒        |
| 3    | オメガファーマ・ロット | ベルギー | +6分27秒        |

## 第11ステージ
- 9月8日(水) ビナラノバ・イ・ラ・ヘルトル －  バルノリュ 208.4km ( 山岳) [22]

- アンドラの山頂ゴールを目指す今大会初の200km超ステージ。マークス・フォーテン（チーム・ミルラム）が未出走。3級山岳で飛び出したヨハン・チョップとミカエル・シェレル（FDJ）の逃げが決まり、一時はメイン集団に15分近い大差を付けるが、デニス・メンショフの総合ジャンプアップを目論むラボバンクがメイン集団のペースを上げ始めるとタイム差は加速度的に縮まり始める。タイム差が1分を切ったところでメイン集団からドミトリー・フォフォノフがアタックし、先頭の2人に追いつくも最後の上りに入った残り7kmでメイン集団に吸収された。上りに入ってチーム・カチューシャとシャコベオ・ガリシアがコントロールする中でメンショフはメイン集団から脱落してしまう。そんな中で残り4.5kmでエセキエル・モスケラがアタック、マイヨ・ロホのホアキン・ロドリゲスとヴィンチェンツォ・ニバリが反応し、イゴル・アントンとフランク・シュレクが追う展開となった。しかしモスケラのハイペースにロドリゲスが付いて行けなくなり脱落、フランクを振りきったアントンにも抜かれてしまう。その後モスケラはニバリも振り落として独走を開始するも、テンポを維持して走っていたアントンが追いつくとフラムルージュ手前でモスケラを振り落として独走。モスケラも懸命に追い上げるが、アントンが逃げ切ってステージ2勝目、さらに1日でマイヨ・ロホを奪還し、マイヨ・プントスとマイヨ・コンビナダの計3賞ジャージを獲得した。マイヨ・モンターニャはモンクティエがキープ。ロドリゲスは59秒遅れのステージ17位で、総合でも1分17秒遅れの4位に転落。10秒遅れのステージ3位に入ったシャビエル・トンドが1分4秒遅れの総合3位に浮上した。メンショフは5分6秒遅れの56位に沈み、マイヨ・ロホ争いから脱落した。尚、フィリップ・デニャン（サーヴェロ・テストチーム）が途中リタイアしている。

区間成績
| 順位 | 選手名                   | 国籍           | チーム                       | 時間          |
| ---- | ------------------------ | -------------- | ---------------------------- | ------------- |
| 1    | イゴル・アントン         | スペイン       | エウスカルテル・エウスカディ | 5時間25分44秒 |
| 2    | エセキエル・モスケラ     | スペイン       | シャコベオ・ガリシア         | +03秒         |
| 3    | シャビエル・トンド       | スペイン       | サーヴェロ・テストチーム     | +10秒         |
| 4    | マルツィオ・ブルセギン   | イタリア       | ケス・デパーニュ             | +15秒         |
| 5    | リゴベルト・ウラン       | コロンビア     | ケス・デパーニュ             | 同            |
| 6    | ヴィンチェンツォ・ニバリ | イタリア       | リクイガス・ドイモ           | +23秒         |
| 7    | フランク・シュレク       | ルクセンブルク | チーム・サクソバンク         | 同            |
| 8    | ダヴィ・モンクティエ     | フランス       | コフィディス                 | 同            |
| 9    | イニィーゴ・クエスタ     | スペイン       | サーヴェロ・テストチーム     | +32秒         |
| 10   | カルロス・サストレ       | スペイン       | サーヴェロ・テストチーム     | 同            |

総合成績
| 順位 | 選手名                   | 国籍           | チーム                       | 時間           |
| ---- | ------------------------ | -------------- | ---------------------------- | -------------- |
| 1    | イゴル・アントン         | スペイン       | エウスカルテル・エウスカディ | 47時間37分15秒 |
| 2    | ヴィンチェンツォ・ニバリ | イタリア       | リクイガス・ドイモ           | +45秒          |
| 3    | シャビエル・トンド       | スペイン       | サーヴェロ・テストチーム     | +1分04秒       |
| 4    | ホアキン・ロドリゲス     | スペイン       | チーム・カチューシャ         | +1分17秒       |
| 5    | エセキエル・モスケラ     | スペイン       | シャコベオ・ガリシア         | +1分29秒       |
| 6    | マルツィオ・ブルセギン   | イタリア       | ケス・デパーニュ             | +1分57秒       |
| 7    | ルーベン・プラサ         | スペイン       | ケス・デパーニュ             | +2分07秒       |
| 8    | リゴベルト・ウラン       | コロンビア     | ケス・デパーニュ             | +2分13秒       |
| 9    | ニコラス・ロッシュ       | アイルランド   | Ag2r・ラ・モンディアル       | +2分30秒       |
| 10   | フランク・シュレク       | ルクセンブルク | チーム・サクソバンク         | 同             |

ポイント賞
| 順位 | 選手名                     | 国籍     | チーム                       | ポイント |
| ---- | -------------------------- | -------- | ---------------------------- | -------- |
| 1    | イゴル・アントン           | スペイン | エウスカルテル・エウスカディ | 75       |
| 2    | フィリップ・ジルベール     | ベルギー | オメガファーマ・ロット       | 61       |
| 3    | マーク・カヴェンディッシュ | イギリス | チーム・HTC - コロンビア     | 60       |

山岳賞
| 順位 | 選手名                   | 国籍     | チーム               | ポイント |
| ---- | ------------------------ | -------- | -------------------- | -------- |
| 1    | ダヴィ・モンクティエ     | フランス | コフィディス         | 41       |
| 2    | セラフィン・マルティネス | スペイン | シャコベオ・ガリシア | 36       |
| 3    | ゴンサロ・ラブニャル     | スペイン | シャコベオ・ガリシア | 25       |

コンビネーション賞
| 順位 | 選手名               | 国籍     | チーム                       | ポイント |
| ---- | -------------------- | -------- | ---------------------------- | -------- |
| 1    | イゴル・アントン     | スペイン | エウスカルテル・エウスカディ | 6        |
| 2    | シャビエル・トンド   | スペイン | サーヴェロ・テストチーム     | 21       |
| 3    | エセキエル・モスケラ | スペイン | シャコベオ・ガリシア         | 22       |

チーム時間賞
| 順位 | チーム名                     | 国籍     | 時間            |
| ---- | ---------------------------- | -------- | --------------- |
| 1    | ケス・デパーニュ             | スペイン | 142時間19分52秒 |
| 2    | チーム・カチューシャ         | ロシア   | +6分46秒        |
| 3    | エウスカルテル・エウスカディ | スペイン | +8分49秒        |